# Idaea infuscaria
Idaea infuscaria är en fjärilsart som beskrevs av John Henry Leech 1897. Idaea infuscaria ingår i släktet Idaea och familjen mätare. Inga underarter finns listade i Catalogue of Life.